# Goreh–Jask (oléoduc)
L'oléoduc de Goreh-Jask est un projet d'oléoduc iranien devant relier la ville de Goreh (en), dans la province de Buchehr au terminal pétrolier de Jask, dans la province de Hormozgan. D'une longueur de 1 100 km, il est destiné à transporter une partie du pétrole extrait sur les champs du Sud-Ouest du pays en évitant le terminal de Kharg, situé au fond du Golfe Persique, pour lequel les pétroliers doivent transverser le détroit d'Ormuz, occasionnant un trajet significativement plus long.  
Le démarrage de son exploitation est prévu pour mars 2021. Sa capacité prévue est de 1 million de barils par jour. Il est prévu la mise en place de 5 dispositifs de pompage le long du pipeline.
En mars 2021, l'avancement du projet était estimé à 80% par le directeur en la PEDEC, la société chargée de la réalisation des travaux.